# Willaston (Cheshire West and Chester)
Willaston är en by i Cheshire West and Chester distrikt i Cheshire grevskap i England. Byn är belägen 13,5 km från Chester. Orten har 2 364 invånare (2015).